# Tlasih
Tlasih is een bestuurslaag in het regentschap Sidoarjo van de provincie Oost-Java, Indonesië. Tlasih telt 3465 inwoners (volkstelling 2010).